# عذراء أرهات
عذراء أرهات (بالتركية: Azra Erhat)‏ (م. 4 يونيه 1915، شيشلي، استانبول، الإمبراطورية العثمانية_ ت. 6 يوليو 1982، استانبول، تركيا) هي كاتبة المقالات والفصول التركية، وأخصائية اللغات اليونانية والرومانية، وهي العالمة اللغوية، وعالمة الأثار، والمترجمة، وصاحبة الفكر. اشتهرت بترجماتها ولاسيما التي ترجمتها عن الكلاسيكيات اليونانية القديمة. أعتُرف بتلميحاتها لترجمات «إلياده وأوديسيا» والتي حققتها مع الشاعر والمترجم «إبراهيم عبد القادر مرتشبويو».

## حياتها
ولدت «عذراء أرهات» في الرابع من شهر يونية عام 1915م بمدينة «شيشلي» باستانبول. وحصلت على تعليمها الأولِي والمتوسط من بلجيكا. عام 1939م تخرجت من كليتة الآداب بجامعة أنقرة، وبدأت حياتها المهنية كمعيدة بقسم اللغات الكلاسيكية بنفس الجامعة. أصبحت عذراء أستاذا مساعدا عام 1946م. وتم إقصاؤها عن الجامعة هي ومجموعة من أعضاء هيئة التدريس بنفس الكلية عام 1948م ومنهم: «برتو نايلي بورتاتو»، «بهيجة بوران»، «عدنان جمجيل»، «نيازي بركس». عملت بجريدتي الوطن واستانبول الحديثة فيما بين أعوام 1949: 1950م. ثم تولت إدارت مكتبة (İLO) بمنظمة الدراسات الدولية.
نشرت عذراء أرهات أولى ترجماتها بجريدة «ترجمة». نجَحت أعمالا لكتاب مثل سوفوكليس، أريستوفان حين نقلت أعمالهم للتركية. كانت عذراء أحد كتاب مجلة «يني اوفاق»، كما احتلت مكانا بين رواد مفهوم الإنسانية الذين طوروا حركة الترجمة بتلك الجريدة. تشاطرت الرؤى وخليقرناس باليقجيسي الذي درس مصادر الحضارة الأوروبية وتعلم ثقافات الأناضول وعزى هذه المصادر للأناضول. ونشأت خلال هذا مقاربة عميقة. عام 1977م طبع لها كتاب باسم «هيسيودس وأعماله ومصادره» هذا العمل عبارة عن دراسات أقامتها على هيسيودس ومؤلَفيه «ذيوجونيا» و«العمل والأيام» الذان قامت بترجمتهما مع «صباح الدين أيوب أوغلو» الذي كان قريبا منها أنذاك. تلك الأسماء الثلاثة هم من زودوا الأدب العالمي والتركي بمصطلح «السفر الأزرق»
أُصيبت عذراء أرهات بمرض السرطان. وذهبت للعلاج في لندن، ولكن دون جدوي. وتوفيت باستانبول عن عمر يناهز السابع والستين في 6 يوليو عام 1982م. ودُفينت في مقبرة «بلبل دره» بأسكودار باستانبول. دونت عذراء جدولا بالمعارك التي دارت بسبب تشبيه مصطفى كمال أتاتورك بهكتور أحد أبطال رواية «إيليادا». وتعد عذراء أرهات الأم الروحية لشادان جوك كوفالي.

## مؤلفاتها
- الأناضول الزرقاء (1960م).
- السفر الأزرق (1962م).
- هذا هو الإنسان_ايجة هومو (1969م) (مقال).
- معجم المصطلحات الميثيولوجية (1972م) (علم الميثولوجيا).
- خليقرناس باليقجيسي والرسائل (1976م) (الخطاب).
- سيطرة الحب (1978م) (مقال).
- السفر الأزرق من «قاريا» إلى «بامفليا» (1979م).
- أساطير طروادة (1981م) كتب الأطفال.
- من مثقفه العثماني إلى رجل فكره التركي، نقد.
- مذكرات «جول ليلى»، مذكرات.
- مقالات الفكر لخاليقرناس باليقجيسي.

## ما ترجمته من أعمال
- الإليادة 1967م مع عبد القادر مرتشويبويو.
- الأوديسيا عام 1970م مع عبد القادر مرتشويبويو.
- هسيودوس وأعماله ومصادره عام 1977م بالاشتراك مع صباح الدين أيوب أوغلو.
- مسرحية أشيكاريلري، ومسرحية حرب النساء، ومسرحيات أخرى لأرستوفانس ترجمتها بلإشتراك مع صباح الدين.
- حرب النساء في لسيستراتا لأرستوفانس ترجمتها بالاشتراك مع صباح الدين.
- جرجنتويا لفرنسوا ربيلياس ترجمتها بالاشتراك مع صباح الدين ووداد جونيول.
- مغارة التبة جوز هوميروس ترجمته مع عبد القادر.
- التهجي والورد لهوميروس.
- البحور السبع لبري ريس مع عبد القادر.
- المهرجان، والصداقة لباتون ترجمتها مع صباح الدين.
- حد الحرب لأنطون دي سينت اكسوبري.
- الأمير الصغير لأنطون دي سينت اكسوبري.
- الأنثى القط لكوليت.
- صغيري لكوليت.

## الجوائز التي حصلت عليها
حصلت على جائزة حبيب تورهان للعلم، عام 1959م عن المجلد الأول الذي ترجمته مع عبد القادر في ملحمة الأليادة. كما حصلت على جائزة الترجمة من المجمع اللغة التركية عام 1960م عن المجلد الثالث لنفس المؤلف.

## وصلات خارجية
- http://www.kimkimdir.gen.tr/kimkimdir.php?id=4857
- http://www.ata.boun.edu.tr/chronology/kim_kimdir/azra_erhat.htm
- http://www.canyayinlari.com/LabourerDetails_Azra-Erhat_144.aspx